# Franco Venturi
Franco Venturi (* 16. Mai 1914 in Rom; † 14. Dezember 1994 in Turin) war ein italienischer Historiker, Essayist und Journalist. Er war aktives Mitglied der Resistenza in Italien. Er lehrte ab 1951 Geschichte an den Universitäten Cagliari, Genua und Turin.

## Familie
Venturi wurde in eine römische Akademikerfamilie geboren. Er war der Enkel des Kunsthistorikers Adolfo Venturi (1856–1941), sein Vater Lionello Venturi (1885–1961) war Kurator in der Galleria Borghese und lehrte ab 1915 Kunstgeschichte an der Universität Turin, bis er 1931 wegen seiner antifaschistischen Einstellung von seinem Lehrstuhl entfernt wurde, zunächst nach Frankreich ging und dann in die USA emigrierte, wo er an mehreren renommierten Universitäten unterrichtete. Venturi war verheiratet mit Gigliola Spinelli († 1990), einer Schwester Altiero Spinellis.
Venturis Sohn, Antonello Venturi, ist ebenfalls Historiker, er lehrt Geschichte an der Universität Pisa, sein Spezialgebiet ist der russische Sozialismus und die Geschichte der Sowjetunion.

## Leben
Nach dem Umzug der Familie nach Turin besuchte Franco Venturi das Liceo Massimo d'Azeglio, wo er u. a. Augusto Monti (1881–1966) kennenlernte, um den sich ein Kreis junger Antifaschisten gebildet hatte, zu denen auch Giulio Einaudi gehörte. Nach dem Abitur studierte er Geschichte an der Universität Turin.
Während seiner Studienzeit kam er in Kontakt mit der von Carlo Rosselli 1929 gegründeten Vereinigung „Giustizia e Libertà“, die einen liberalen Sozialismus propagierte und sich damit vom orthodoxen Marxismus distanzierte. Die „Quaderni di Giustizia e Libertà“ war die Zeitschrift, in denen sie ihre Ideen verbreiteten, und für die auch Venturi Artikel schrieb.
1932 ging er zusammen mit seinem Vater nach Paris, wo er Vorlesungen an der Sorbonne belegte.

### Aufenthalt in Frankreich
An der Sorbonne besuchte er Vorlesungen u. a. von Paul Hazard, Daniel Mornet und Henri Hauser, und er lernte den Philosophen und Historiker Élie Halévy (1870–1937) kennen, der sich in seinen letzten Publikationen außer mit dem Liberalismus, einer der Konstanten seiner Forschungen, vor allem mit diktatorischen Herrschaftsformen und dem Nachkriegssozialismus auseinandersetze.
Venturis Faszination vom Sozialismus und von den Freiheitsvorstellungen des Liberalismus lenkte seine wissenschaftlichen Interessen auf die Autoren der französischen Aufklärung. Von 1937 bis 1938 gab er einige bisher unveröffentlichte Schriften Diderots heraus. 1939 folgte in Gemeinschaftsarbeit mit Jean Thomas das Buch des Benediktiners und Utopisten Dom Deschamps "Le vrai système, ou le mot del l’énigme méthaphysique et morale", in dem dieser das Bild einer Gesellschaft entwirft, die frei ist von Eigentum und Unterdrückung. Frucht seiner Beschäftigung mit Diderot war sein erstes eigenes Buch „Jeunesse de Diderot“. 1946 kam das Buch „Le origini dell'Enciclopedia“ heraus.
1940 hatte Venturi eine Arbeit über den Piemonteser Dalmazzo Francesco Vasco (1732–1794) abgeschlossen, der 1791 in einer Schrift eine Verfassungsreform propagiert hatte. Mit der Arbeit wollte er sich habilitieren, was aber wegen der Invasion deutscher Truppen in Oberitalien nicht zustande kam. Die Arbeit wurde jedoch 1946 von der Universität Paris als Dissertation akzeptiert.

### Politischer Widerstand
Als deutsche Truppen 1940 in Paris einmarschierten, konnte er sich rechtzeitig in das noch freie Marseille absetzen, wo er sich vergeblich um ein Visum für die Vereinigten Staaten bemühte. Beim Versuch, sich über Spanien nach Portugal durchzuschlagen wurde er von der spanischen Polizei gefangen genommen, knapp ein Jahr in einem frankistischen Gefängnis gefangen gehalten, 1941 an Italien ausgeliefert, saß für zwei Monate in Turin im Gefängnis und wurde dann in das Lager Monteforte Irpino gebracht. Trotz schwieriger äußerer Umstände arbeitete er dort an seiner Übersetzung von Herders "Auch eine Philosophie der Geschichte", die 1951 von Einaudi herausgebracht wurde.
Erst nach dem Sturz Mussolinis 1943 kehrte er zunächst nach Mailand und dann nach Turin zurück. In Turin kam er über die Widerstandsbewegung Giustizia e Libertà zu den Partisanentrupps, die vornehmlich im Val Pellice im Piemont gegen die deutschen Besatzungstruppen kämpften. Auch in dieser Zeit schrieb er politische Artikel und redigierte Untergrundzeitschriften für die Partisanen und die lokale Bevölkerung.
Nach Kriegsende wurde er Leiter der auf dem linken Flügel angesiedelten Zeitung des Partito d'Azione, die gegen den immer noch virulenten Faschismus Stellung bezog und kommunistische und sozialistische Ideen propagierte, bis sich der Partito d'Azione nach seiner Niederlage bei den Wahlen 1946 auflöste.

### Die Wurzeln der Revolution
Von 1947 bis um 1950 hielt sich Venturi in der Sowjetunion als Kulturattaché an der italienischen Botschaft in Moskau auf. Hier erhielt er Zugang zu den historischen Archiven der Zarenzeit. Ergebnis seiner Forschungen ist ein Werk über das vorrevolutionäre Russland. 1952 publizierte er in Italien das voluminöse Buch Il populismo Russo, das nach seiner amerikanischen Erstausgabe mit dem Titel The Roots of Revolution, in der Übersetzung von Francis Haskell und einer Einleitung von Isaiah Berlin, 1964 in den USA verlegt wurde und im Jahre 2001 in einer neuen Ausgabe herausgebracht wurde. Das Buch gilt noch heute als Standardwerk für diese Zeit. Er beschreibt dort die Geschichte Russlands seit den Aufständen von 1848 bis zur Ermordung Zar Alexanders II. 1881. Populismus ist hier in der engen Bedeutung einer bestimmten politischen und intellektuellen Bewegung – federführend waren u. a. Herzen, Bakunin und Tschernyschewski – zu verstehen, die in Russland die Idee einer Vereinigung von Intelligenzija und Bauernschaft verfolgte, mit dem Ziel, die autokratische Herrschaft in Russland zu stürzen. Ausführlich geht Venturi in dem Buch auf die Intrigen, Verschwörungen und Machtkämpfe innerhalb der Bewegung ein.

### Akademische und publizistische Karriere in Italien
Mit Beginn seiner akademischen Karriere kamen Venturis politische Aktivitäten zum Erliegen, und er widmete sich fast ausschließlich seiner wissenschaftlichen Arbeit. Allerdings beobachtete er aufmerksam sowohl die Innenpolitik als auch die sowjetische Politik und schrieb gelegentlich Artikel zu den Ereignissen in der Sowjetunion Stalins und Chrustschows. 1951 erhielt er eine Professur für mittelalterliche und neue Geschichte an der Universität Cagliari, wechselte 1955 an die Universität Genua, wurde 1958 an die Philosophische Fakultät der Universität Turin berufen, wo er bis zu seiner Emeritierung 1989 Neue Geschichte lehrte und Direktor des Instituts für Geschichte des Risorgimento war. 1962 wurde er in die American Academy of Arts and Sciences und 1970 als korrespondierendes Mitglied in die British Academy gewählt.
Ein wissenschaftliches Projekt, an dem er während seiner gesamten akademischen Lehrtätigkeit arbeitete, ist eine mehrbändige Geschichte der Reformbewegungen des 18. Jahrhunderts in Italien und in Europa.
Von 1959 bis 1994 gab er die Rivista Storica Italiana heraus, für die er zahlreiche renommierte Wissenschaftler gewinnen konnte und die sich unter seiner Leitung zu einer der bedeutendsten Fachzeitschriften für Geschichtswissenschaft entwickelte.

### Motorsport
Zweimal war Venturi als Amateur-Rennfahrer bei den Mille Miglia am Start. 1939 wurde er 20. und 1949 als Copilot von Consalvo Sanesi 12. der Gesamtwertung.

## Werke
- Jeunesse de Diderot (de 1713 à 1753), Paris, Skira, 1939.
- Dalmazzo Francesco Vasco (1732-1794), Paris, Droz, 1940.
- Le origini dell'Enciclopedia, Roma-Firenze-Milano, Edizioni U, 1946.
- L'antichità svelata e l'idea di progresso in Nicolas-Antoine Boulanger, Bari, Laterza, 1947.
- Jean Jaurès e altri storici della Rivoluzione francese, Torino, Einaudi, 1948.
- Il populismo russo, 2 Bde, Torino, Einaudi, 1952. Englische Übersetzung unter dem Titel

The Roots of Revolution: A History of the Populist and Socialist Movements in 19th Century Russia.  Univ. Press Chicago 2001. ISBN 0-226-85270-9
- Alberto Radicati di Passerano, Torino, Einaudi, 1954.
- Il moto decabrista e i fratelli Poggi, Torino, Einaudi, 1956.
- Esuli russi in Piemonte dopo il '48, Torino, Einaudi, 1959.
- Discussion entre historiens italiens et soviétiques, Paris, Droz, 1966.
- Settecento riformatore, 6 Bde. 1969–1990.

1. Da Muratori a Beccaria, 1730-1764. 1969. Neuausgabe Turin 1998. ISBN 978-88-0614832-4
2. La chiesa e la repubblica dentro i loro limiti, 1758-1774.
3. La prima crisi dell Antico Regime. 1768-1976. Turin 1979.
4. 1. Tl I grandi stati dell Occidente; 2. Tl Il patriotismo repubblicano e gli imperi dell'est. 1984.
5. Tl 1.  L'Italia dei lumi, 1764-1791; Tl 2. La repubblica di Venezia. 1761-1797. Turin 1987.

- Alessandro Galante Garrone, Franco Venturi: Vivere eguali. Dialoghi inediti intorno a Filippo Buonarroti. A cura di M. Albertone, Reggio Emilia, Diabasis, 2009 ISBN 978-88-8103-663-9